# Shingo Honda
Shingo Honda (født 23. november 1987) er en japansk fodboldspiller.
Han har spillet for flere forskellige klubber i sin karriere, herunder Avispa Fukuoka og Zweigen Kanazawa.